# Kurt Willkomm
Kurt Willkomm (* 28. August 1905 in Hermsdorf, Lausitz oder Hirschberg im Riesengebirge; † 16. November 1933 in Hannover) war ein deutscher Lehrer, Redakteur und Parteifunktionär (KPD). Er starb 1933 als Widerstandskämpfer gegen den Nationalsozialismus.

## Leben

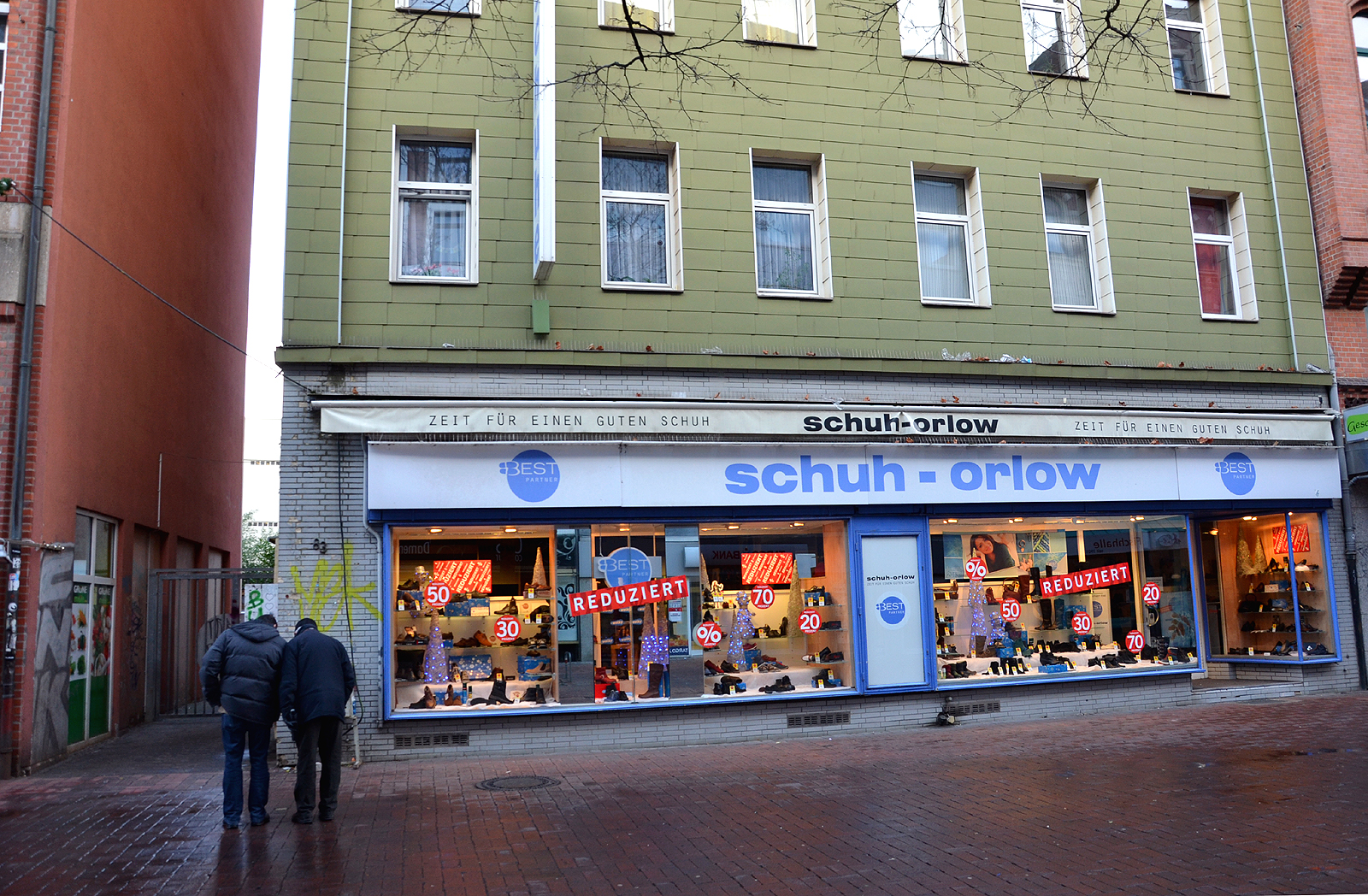
Passanten schauen auf den Stolperstein vor dem Haus Lister Meile 83

Aufgrund seiner guten schulischen Leistungen erwirkten Willkomms Lehrer für ihn eine Freistelle an einer höheren Schule. Später erhielt er ein Stipendium für die Ausbildung an einem Lehrerseminar. Während seiner Seminarzeit schloss er sich einem Komitee sozialistischer Schüler an. 
Anstatt als Lehrer zu arbeiten, ging Willkomm 1927 nach Hannover, wo er Arbeit als Bankangestellter fand, bevor er vorübergehend stellungslos wurde.
Politisch schloss Willkomm sich Mitte der 1920er Jahre der KPD an. 1931 wurde er Redakteur der kommunistischen Neuen Arbeiter Zeitung (NAZ). Im selben Jahr lernte Willkomm Grete Hoell beziehungsweise Margarete Nagel kennen, mit der er sich 1932 verlobte. Aus der Beziehung ging eine Tochter hervor. Ebenfalls 1932 erhielt Willkomm den Posten des Hauptkassierers der KPD in Niedersachsen und wurde damit Mitglied der dortigen KPD-Bezirksleitung.
Nach dem Machtantritt der Nationalsozialisten im Frühjahr 1933 und der darauf folgenden Zerschlagung der legalen Parteiorganisation beteiligte sich Willkomm an der Reorganisation der niedersächsischen Sektion der Partei im Untergrund. Am 5. November 1933 wurde er durch die Hannoversche Gestapo verhaftet. Er verstarb elf Tage später im hannoverschen Gestapo-Hauptquartier an den Folgen der ihm in der Haft beigebrachten Misshandlungen. Offiziell wurde sein Tod als Folge einer Lungenembolie deklariert.

## Ehrungen

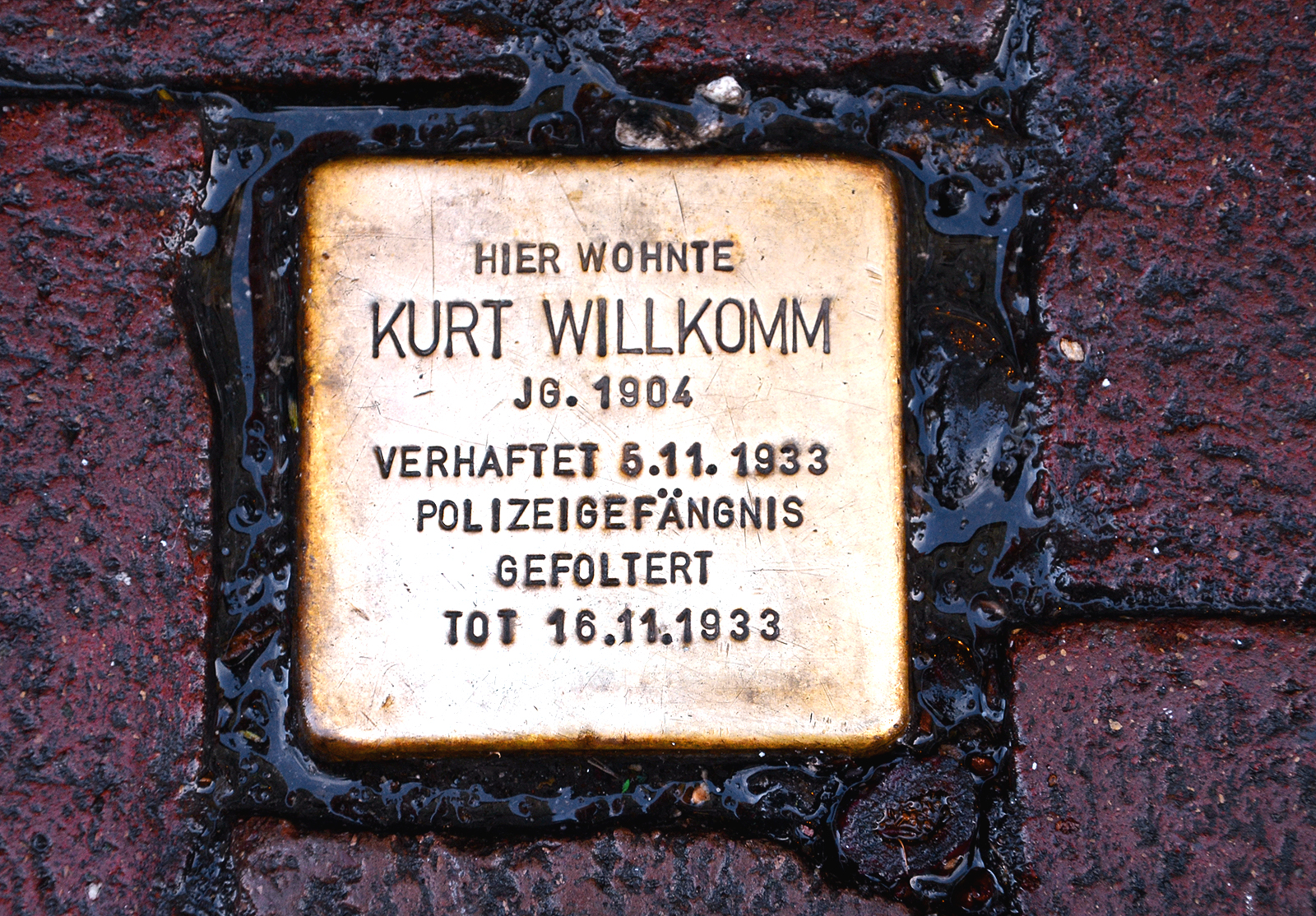
Der 2008 verlegte Stolperstein für Kurt Willkomm

- Nach dem Zweiten Weltkrieg wurde Willkomm in einem Ehrengrab auf dem Stadtfriedhof Ricklingen beigesetzt.
- Der 1987 im hannoverschen Stadtteil Mühlenberg angelegte Kurt-Willkomm-Weg ehrt den „Redakteur, [...] der im Gestapo-Hauptquartier gefoltert und ermordet wurde“.[4]
- Im Jahr 2008 wurde vor dem Haus Lister Meile 82[3], seinem letzten selbstgewählten Wohnort in Hannover-List,  ein Stolperstein verlegt.